# Opération Rough Rider
Pour un article plus général, voir Frappes de 2024-2025 au Yémen.
Pendant la crise de la mer Rouge
L'opération Rough Rider est une vaste campagne de frappes aériennes et navales s'étant étalée de mars à mai 2025 contre l'organisation armée Houthis au Yémen dans le contexte de crise au Moyen-Orient depuis octobre 2023. Il s'agit de la plus grande opération militaire américaine au Moyen-Orient du second mandat du président Donald Trump. 

## Contexte
Les Houthis commencent à cibler le transport maritime international en octobre 2023, après l'invasion israélienne de la bande de Gaza en réponse aux attaques du Hamas du 7 octobre. En « solidarité » avec les Palestiniens et cherchant à faire pression sur Israël pour obtenir un cessez-le-feu et la levée du blocus de Gaza, les Houthis lancent des missiles et des drones sur des navires naviguant au large du Yémen, et tirent également des missiles balistiques sur des villes israéliennes, tuant au moins un civil à Tel Aviv,. En réponse, les États-Unis, le Royaume-Uni et une coalition multinationale lancent l'opération Gardien de la prospérité, combinant des escortes navales avec des frappes aériennes épisodiques sur les infrastructures militaires et civiles des Houthis.

## Prélude
Après l'élection de Trump, le général Michael Kurilla, commandant du Commandement central des États-Unis, propose une campagne de bombardements de 8 à 10 mois basée sur l'opération israélienne contre le Hezbollah, où l'objectif est la neutralisation des défenses aériennes des Houthis avant de procéder à des assassinats ciblés contre de hauts responsables du groupe. Les autorités saoudiennes, soutenant la proposition américaine, leurs transmettent une liste de 12 dirigeants houthis de premier plan « a éliminer ». Début mars, Trump approuve partiellement le plan de Kurilla et lui donne un délais 30 jours pour obtenir des résultats dans une opération intitulée « Rough Rider » par Pete Hegseth.
Le 13 mars 2025, le conseiller à la sécurité nationale Michael Waltz créé un groupe de discussion Signal impliquant des responsables de l'administration Trump, appelé « Houthi PC small group ». Le groupe discute des frappes américaines imminentes contre la milice houthie yéménite avant qu'elles ne soient connues du public. Parmi les participants figurent Marco Rubio, J. D. Vance, Tulsi Gabbard, Scott Bessent, Pete Hegseth, John Ratcliffe, Steve Witkoff, Susie Wiles, Joe Kent et Stephen Miller. Waltz invite par inadvertance le rédacteur en chef de The Atlantic, Jeffrey Goldberg (en), et aucun des responsables gouvernementaux ne semble avoir remarqué sa présence alors qu'ils commençent à discuter d'opérations militaires classifiées imminentes contre les Houthis au Yémen. Cet incident devint connu sous le nom de « Signalgate ».
Trump autorise définitivement le plan d'attaque en cours d'élaboration depuis plusieurs semaines, l'ordre final étant publié le 15 mars. Certains membres du Congrès ont reçu des briefings de la Maison Blanche le même jour. À 11 h 44, Hegseth envoie au groupe des détails opérationnels sur les attaques, notamment des informations sur les cibles, les armes utilisées et le séquençage de l'attaque.

## Historique
Les frappes débutent aussitôt : elles ciblent les systèmes radar, les défenses aériennes et les sites de lancement de missiles balistiques et de drones utilisés par les Houthis pour leurs attaques de navires en mer Rouge et dans le golfe d'Aden. Au moins 40 raids aériens ont lieu à travers le Yémen, principalement dans la capitale Sanaa et dans le gouvernorat de Sa'dah. Les frappes sont en partie lancées depuis des F/A-18E « Super Hornet » du porte avions USS Harry S. Truman, du croiseur de classe Ticonderoga USS Gettysburg, et d'un destroyer de classe Arleigh Burke. Les Houthis avertissent que « cette agression ne restera pas sans réponse » ; « nos forces armées sont prêtes à répondre à l’escalade par l’escalade »,.
Ces frappes se poursuivent le 16 mars et visent notamment une usine d’égrenage de coton près d’Hodeïda, ainsi que le poste de pilotage du Galaxy Leader, navire capturé il y a plus d’un an. Les Houthis affirment, par la voix de leur porte parole, avoir visé le porte avions USS Harry S. Truman par deux fois, la première avec 18 missiles et un drone et la seconde avec « avec de nombreux missiles balistiques et de croisière ainsi qu'avec des drones, dans un engagement qui a duré plusieurs heures ». Les Houthis affirment avoir mené une troisième et une quatrième attaque contre l' USS Harry S. Truman et son groupe aéronaval à l'aide de missiles et de drones le 17 et 18 mars,.
Le 5 avril, une cinquantaine de personnes participant à un rassemblement tribal pour fêter la fin du Ramadan sont tuées dans un bombardement américain. Les médias Houthis rapportent du 6 au 8 avril au moins 6 morts et 22 blessés dans les bombardements américains quotidiens,.
Le 17 avril, le port pétrolier de Ras Issa (terminal d'un oléoduc) dans le gouvernorat d'Al Hudaydah est détruit par les forces armées des États-Unis. Les Houthis déclarent que le bilan humain est de 74 morts et plus de 171 blessés,. Avec cette attaque, les médias comptabilisent depuis le début de la seconde administration Trump, en janvier 2025, 391 frappes faisant 316 morts.
En date du 20 avril 2025, 21 drones General Atomics MQ-9 Reaper américains ont été abattus par les forces houthies. Au 27 avril 2025, les États-Unis affirment avoir frappé 800 cibles aux Yémen depuis le 15 mars et le début de l'opération Rough Rider, tuant des centaines de Houthis dont des chefs importants. Le 28 avril 2025, les Houthis accusent les États-Unis d'avoir tués 68 personnes et fait 47 blessés dans une frappe sur une prison détenant des migrants africains dans le gouvernorat de Saada. l'ONU se dit « très inquiète », et le CENTCOM indique qu'une enquête est en cours. Le même jour, un F/A-18E/F Super Hornet et son tracteur de pont d'envol tombe du USS Harry S. Truman.
Le 30 avril 2025, le Royaume-Uni rejoint les États-Unis dans la conduite de frappes contre des cibles houthies. Les forces armés britanniques mènent un bombardement conjoint avec les américains contre une usine de drones près de Sanaa.
À la mi-mars 2025, les Houthis ont attaqué plus de 190 navires (dont 2 coulés et 1 saisi) et au moins quatre marins ont été tué. Le 18 mars, Trump avertit l'Iran – soutien de longue date des Houthis – que de nouvelles attaques seront considérées comme des actes d’agression, même sans implication directe.
Le 6 mai, le président Donald Trump annonce la fin des frappes au Yémen, « avec effet immédiat », à la suite d'un cessez-le-feu entre les États-Unis et les Houthis, négocié par Oman. Selon les Houthis, le cessez-le-feu n'inclut « en aucune manière » Israël, qui mène au même moment de nombreux bombardements sur le Yémen. En trente jours, les Américains ont visé plus d'un millier de cibles avec un environ un milliard de dollars de munitions, perdu au moins sept drones Reaper dont plusieurs abattu, et deux F/A-18 Super Hornet perdus par accident. Le même jour, un autre F/A-18 Super Hornet est perdu lors d'un accident d'appontage sur l'USS Harry S. Truman.

## Aide internationale
Avant cette opération, le Royaume-Uni n’a jamais officiellement reconnu avoir lancé des frappes aériennes au Yémen depuis mai 2024. La totalité des frappes aériennes britanniques précédentes avaient été menées pendant le mandat du Premier ministre britannique Rishi Sunak et du président américain Joe Biden,. En mars, le Royaume-Uni participe indirectement aux attaques en fournissant un soutien aux avions américains par le biais de « ravitaillements aériens alliés de routine ». Selon une enquête de Declassified UK datant du 18 mars, au moins 53 personnes (dont des femmes et des enfants) ont été tués par des avions de chasse américains ravitaillés en vol par l'aviation britannique,. Fin avril, le Royaume-Uni rejoint officiellement l'opération « dans l'intérêt de sa sécurité nationale et économique » qui vise à « empêcher de nouvelles attaques contre les navires britanniques et internationaux ».
Un responsable saoudien dément les informations selon lesquelles Riyad fournit un soutien logistique aux attaques américaines contre le Yémen. Celui-ci rejette les allégations comme étant « trompeuses » et déclare que le royaume ne fournit pas de pétrole pour les opérations militaires. Ce limogeage fait suite à des informations selon lesquelles le Royaume-Uni aurait aidé à ravitailler des avions de chasse américains au-dessus de l'espace aérien saoudien, les Houthis ayant juré de prendre des mesures « contre tout pays qui coopère avec l'ennemi américain »,.
Selon le Wall Street Journal, Israël a fourni des renseignements sur un haut responsable houthi ciblé par une frappe aérienne le 15 mars, mission notamment abordée dans une discussion de groupe sur Signal,.
Le 28 mars selon The New Arab, Mohammed Al-Farah, membre du bureau politique des Houthis, accuse les groupes séparatistes alliés aux Émirats arabes unis (notamment le Conseil de transition du Sud) de fournir des renseignements à l'armée américaine pour leurs frappes aériennes, les qualifiant de « traîtres ». Al-Farah menace de frapper Mokha ou Chabwa, mais également Abou Dhabi et Dubaï. Le pays avait déjà été ciblé par les Houthis en janvier 2022 en réponse à son implication dans la guerre civile yéménite.

## Analyse
Le groupe de réflexion d'experts Atlantic Council exprime des doutes quant à la faisabilité des objectifs de guerre des États-Unis. Il s'avère compliqué de retrouver le dirigeant houthi Abdul-Malik al-Houthi en raison des « renseignements limités sur le terrain au Yémen » ; la même raison explique la « difficulté des États-Unis à évaluer le succès de leurs opérations » tout au long de leurs opérations en mer Rouge en 2024.
Selon, le New York Times, « l’Amérique a échoué à établir sa supériorité aérienne sur Ansar Allah tout en gaspillant ses réserves de munitions ».
Selon Responsible Statecraft, la politique de Trump vise à financer une guerre dont l'Europe bénéficie principalement. L’Europe est la plus touchée par la perturbation des voies de navigation, tandis que les États-Unis ont payé le prix des bombardements. Les États-Unis n’ont pas réussi à atteindre leurs objectifs stratégiques, ajoute l'article.

## Conséquences
Selon The Hill, les Houthis se renforceront à la suite de ces opérations. Le cessez-le-feu permet aux Houthis de cesser le ciblage des intérêts américains tout en continuant leur guerre contre Israël,.
La campagne de bombardement n'a pas servi à détruire l'arsenal souterrain de missiles, de drones et de lanceurs des Houthis,, alors que le cout de l'opération est estimé à plusieurs milliards de dollars.